# Unserer Lieben Frau (Bräuhausen)

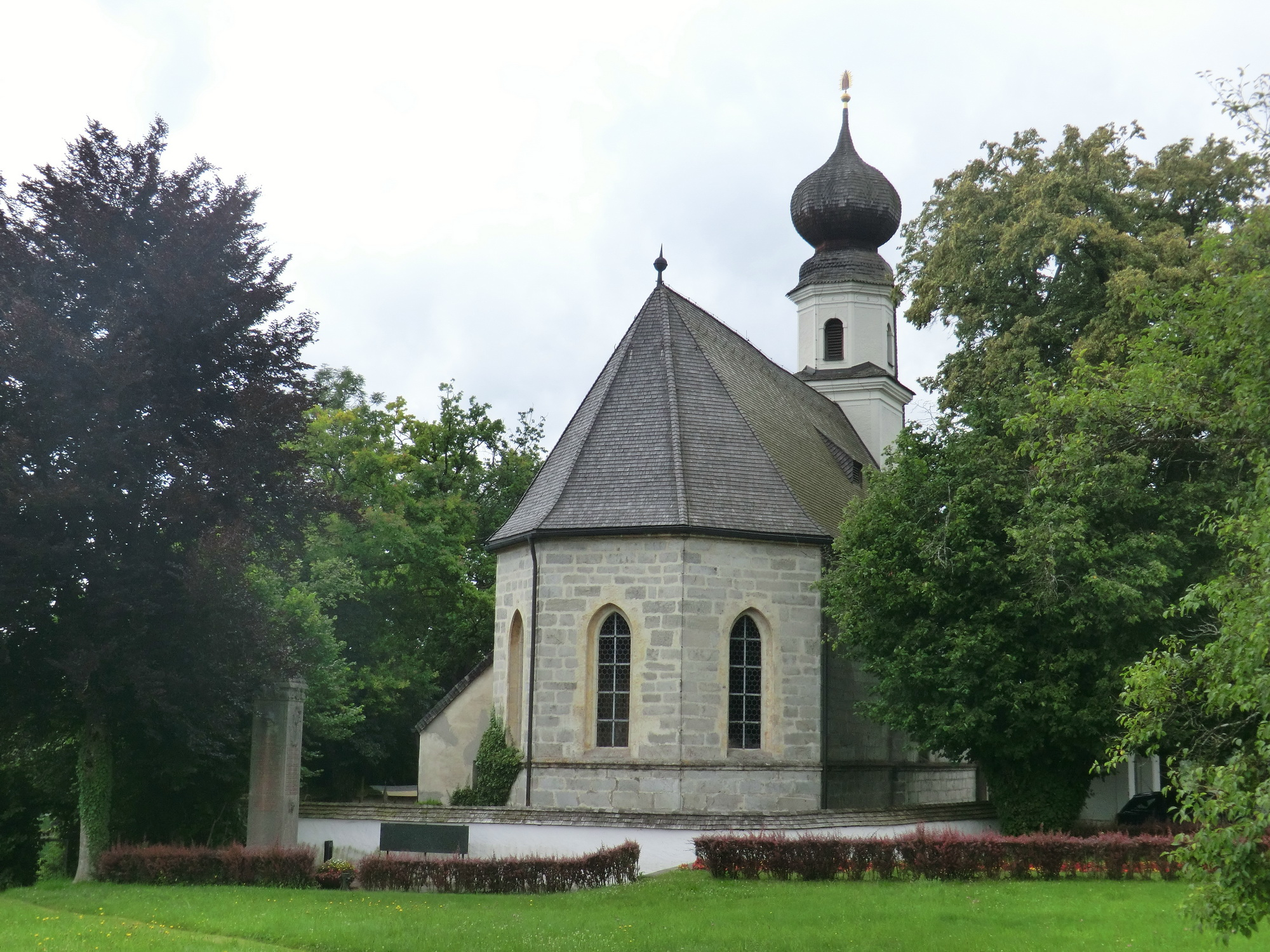
Unsere Lieben Frau in Bräuhausen

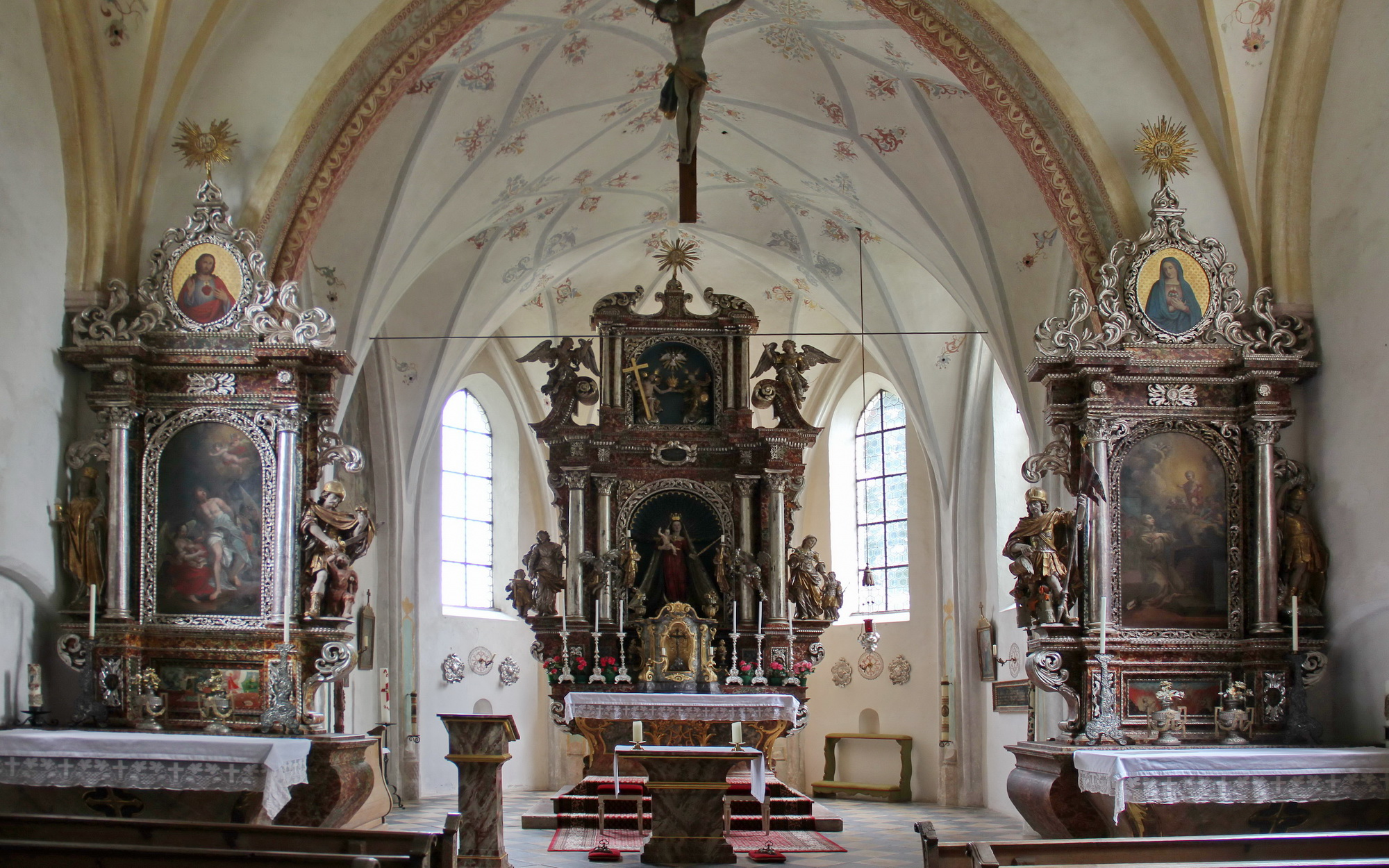
Innenraum

Die römisch-katholische Filial- und Wallfahrtskirche Unserer Lieben Frau steht in Bräuhausen, einem Gemeindeteil von Seeon-Seebruck im oberbayerischen Landkreis Traunstein. Das Bauwerk ist in der Liste der Baudenkmäler in Seeon-Seebruck  unter der Nr. D-1-89-143-10 eingetragen.

## Beschreibung
Unsere Lieben Frau ist eine spätgotische Saalkirche aus Quadermauerwerk. Sie wurde in den Jahren 1529 bis 1533 anstelle einer romanischen Kapelle erbaut. Sie besteht aus einem Langhaus mit drei Jochen, einem wenig eingezogenen, dreiseitig geschlossenen Chor im Osten und einer Sakristei an der Südwand des Chors. Aus dem Satteldach des Langhauses erhebt sich im Westen ein quadratischer Dachturm, auf dem ein achteckiges Geschoss mit dem Glockenstuhl sitzt. Darin hängen vier Glocken. Im 18. Jahrhundert wurde eine Zwiebelhaube auf den Turm gesetzt. Die Innenräume sind von Stichkappengewölben überspannt. 
In der beidseitig von je zwei Säulen flankierten großen Muschelnische in der Mitte des Hochaltars aus der 2. Hälfte des 17. Jahrhunderts steht eine Statue der Gottesmutter Maria mit Krone und Zepter als Himmelskönigin. Auf dem Arm trägt sie das Jesuskind. Im Altarauszug ist die Heilige Dreifaltigkeit dargestellt.